# Guy Penaud

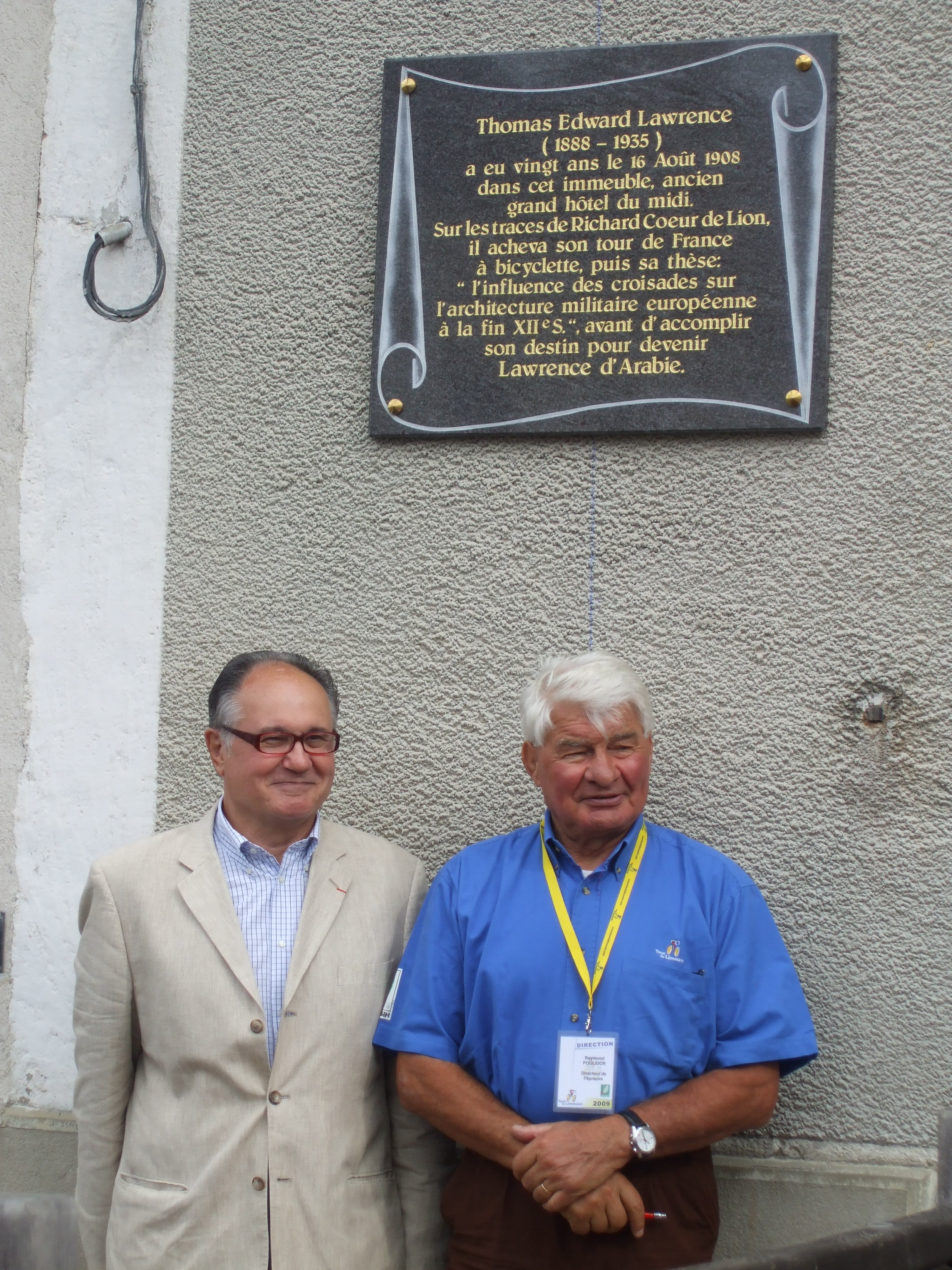
Raymond Poulidor e Guy Penaud inaugurando a placa comemorativa da passagem de Lawrence da Arábia por Châlus.

Guy Penaud (nascido em Pau, Pirenéus-Atlânticos, 6 de Fevereiro de 1943) é um antigo chefe de polícia e um historiador francês que escreveu, desde 1974, numerosos livros e artigos.

## Obras
- Périgueux à la Belle Epoque (com Jacqueline Penaud), Edições Sodim, Bruxelas (Bélgica), 1975.
- Bergerac en cartes postales anciennes (com Jacqueline Penaud), Edições Européennes, Zaltbommel (Holanda), 1976.
- Histoire de Périgueux  (prefácio de Yves Guéna), Edições Pierre Fanlac, Périgueux, 1983.
- Histoire de la Résistance en Périgord (prefácio de Bernard Bioulac), Edições Pierre Fanlac, Périgueux, 1985.
- André Malraux et la Résistance (prefácio de Jacques Chaban-Delmas), Edições Pierre Fanlac, Périgueux, 1986.
- Histoire de la Franc-Maçonnerie en Périgord, Edições Fanlac, Périgueux, 1989.
- Chroniques secrètes de la Résistance dans le Sud-Ouest, Edições Sud-Ouest, Bordéus, 1993.
- Dictionnaire des châteaux du Périgord, Edições Sud-Ouest, Bordéus, 1996.
- Dictionnaire biographique du Périgord (prefácio de Bernard Cazeau), Edições Fanlac, Périgueux, 1999.
- Château de Chabans, Edições de La Lauze, Périgueux, 2001.
- Les milliards du train de Neuvic, Edições Fanlac, Périgueux, 2001.
- Les Troubadours périgordins (prefácio de Gérard Fayolle, ilustrações de Marcel Pajot), Edições de La Lauze, Périgueux, 2001.
- Le Triple crime du château d'Escoire, Edições de La Lauze, Périgueux, 2002.
- Le Grand Livre de Périgueux (prefácio de Xavier Darcos e de Jean-Paul Daudou, ilustrações de Nidos), Edições de La Lauze, Périgueux, 2003.
- Les crimes de la division «Brehmer»  (prefácio de Roger Ranoux), Edições de La Lauze, Périgueux, 2004.
- Visiter le château de Chabans et ses jardins, Edições Sud-Ouest, Bordéus, 2004.
- La cuisine rustique au temps de Jacquou le Croquant, (com José Correa), Edições de La Lauze, Périgueux, 2004.
- La «Das Reich», 2 SS Panzer Division (prefácio de Yves Guéna, introdução de Roger Ranoux), Edições de La Lauze, Périgueux, 2005 ISBN 2912032768.
- Les Grandes affaires criminelles du Périgord (com Patrick Salinié), Edições de La Lauze, Périgueux, 2005.
- L'esprit des pierres - Châteaux en Périgord (com José Correa e Michel Testut), Edições de La Lauze, Périgueux, 2005.
- Histoire secrète de la Résistance dans le Sud-Ouest, Edições Sud-Ouest, Bordéus, 2006.
- L'énigme Seznec, Edições de La Lauze, Périgueux, 2006.
- La cuisine gourmande du Périgord (por Fulbert-Dumonteil) (desenhos de José Correa), Edições de La Lauze, Périgueux, 2006.
- Le Roy à Hautefort (com José Correa), Edições de La Lauze, Périgueux, 2007.
- Le Tour de France de Lawrence d'Arabie, Edições de La Lauze, Périgueux, Março de 2008.
- Le Périgord des mets et des mots (com José Correa), Edições de La Lauze, Outubro de 2008.
- Histoire des diocèses du Périgord et des évêques de Périgueux et Sarlat, Edições Impressions, 2010
- Histoire secrète des la Résistance dans le Sud-ouest, Edições Sud-Ouest, 2011

## Condecorações
- 2003 - Cavaleiro da Ordem Nacional das Artes e Letras de França.
- 2006 - Cavaleiro da Ordem Nacional da Legião de Honra de França.